# Срутище
Срутищата представляват форми на релефа, образувани при внезапно откъсване, срутване или пропадане на скални или земни маси по стръмен или полегат склон на планина, хълм или бряг. Те се проявяват често и са свързани с неустойчивостта на терените, обезлесяването, ерозия и т.н. При тях главен деятел е също подпочвената вода във взаимодействие със земната гравитация. Срутванията на земни блокови причиняват големи щети на населените места и стопанските съоръжения, понеже за разлика от свлачищата са внезапни, стихийни явления.